# Josef Piontek
Josef «Sepp» Piontek es un exfutbolista y entrenador alemán de fútbol. Dirigió a las selecciones de Haití, Dinamarca y Turquía.

## Carrera como jugador
Jugó en las categorías juveniles del VfL Germania Leer entre 1949 y 1958. Posteriormente jugó para ese mismo club como profesional entre 1958 y 1960, antes de fichar por el Werder Bremen donde se desempeñó entre 1960 y 1972, año de su retiro. En este último club jugó en total 278 partidos y marcó 16 goles.

### Palmarés
- Bundesliga (1): 1964-65 (Werder Bremen).
- Internacional alemán, 6 selecciones (0 goles).

## Carrera como entrenador

### Inicios en la Bundesliga y selección de Haití
Cuando terminó su carrera activa en 1972, de inmediato se convirtió en entrenador del Werder Bremen y se mantuvo hasta 1975. Luego pasó al Fortuna Düsseldorf, pero fue despedido al final de su primera temporada en 1976. Posteriormente Piontek fue designado seleccionador del equipo nacional de Haití dos años, entre 1976 y 1978. Con los Grenadiers logró el 2.º lugar en el Campeonato Concacaf de Naciones de 1977. A finales de la década del '70 recaló en el FC St. Pauli entre 1978 y 1979.

### Selección de Dinamarca
En 1979 Piontek fue entrenador de Dinamarca durante once años hasta 1990. Aunque Dinamarca siempre ha producido grandes jugadores, aquellos que jugaban en el extranjero no eran tomados en cuenta para la selección nacional. Piontek viajó a través de Europa para observar a los jugadores daneses y traerlos a la selección nacional. Logró persuadir a las estrellas, siendo el inicio del período más exitoso del fútbol danés. En 1983, Dinamarca clasificó para el Campeonato Europeo de Fútbol de 1984 en Francia y, merced a un fútbol generoso y eufórico, los daneses llegaron a las semifinales de la justa, donde solo fallaron en la tanda de penaltis ante España. Este repunte del fútbol danés tuvo como corolario, dos años después, la primera participación danesa a una Copa del Mundo. Ya en la fase final del torneo, Dinamarca derrotó a Alemania Federal 2-0 y Piontek - junto a Georg Buschner (de la RDA en la Copa Mundial 1974) - se convirtió en el único entrenador alemán en haber derrotado a la Selección de fútbol de Alemania Federal en un partido oficial. Sin embargo Dinamarca cayó estrepitosamente ante España en octavos de final 1-5, con 4 goles de Emilio Butragueño. Dos años más tarde volvió a clasificar a Dinamarca a un Campeonato de Europa en su Alemania natal, en 1988. Dinamarca tuvo menos fortuna que en sus anteriores participaciones al regresar a casa después de la fase de grupos. En 1990 se dio por concluida su experiencia de seleccionador de Dinamarca al no poder clasificarla al Mundial de 1990. Piontek ostentó hasta 2012 el récord de longevidad con el combinado danés (11 años, 115 partidos), siendo superado por Morten Olsen (12 años, 142 partidos).

### Experiencia en Turquía y regreso a Dinamarca
En 1990, fue entronizado como entrenador de Turquía y la entrenó hasta 1993. En paralelo, dirigió en 1993 por un corto tiempo al Bursaspor. En 1995 regresó a Dinamarca, al Aalborg BK de la primera división danesa, que dirigió en la Liga de Campeones. De 1997 a 1999 fue entrenador de Silkeborg IF, antes de terminar provisionalmente su carrera como entrenador . Un año más tarde fue nombrado seleccionador de Groenlandia. En 2002 puso fin a su carrera como entrenador.

### Palmarés
| Torneo                         | Sede     | Selección | Resultado               |
| ------------------------------ | -------- | --------- | ----------------------- |
| Campeonato Concacaf de 1977    | México   | Haití     | Subcampeón              |
| Eurocopa 1984                  | Francia  | Dinamarca | Semifinales (3.º lugar) |
| Copa Mundial de Fútbol de 1986 | México   | Dinamarca | Octavos de final        |
| Eurocopa 1988                  | Alemania | Dinamarca | Primera fase            |